# Tyrolerhat
En tyrolerhat er en hovedbeklædning opkaldt efter Tyrol i Alperne. Tyrolerhatte er fremstillet af filt med en snor viklet rundt om bunden af kronen og en fjer eller dusk på siden som udsmykning. Mænd anbringer hattepins på venstre side og damer, der også bærer dem som en del af den traditionelle dragt, på højre side. Disse hattepins er fremstillet i tin og repræsenterer enten en by eller blot en større historisk aktivitet i regionen, for eksempel jagt eller brygning og lignende. Den traditionelle "dusk", som bæres på siden af hatten, er lavet af halen af gemsen, som tager en række forskellige former og ofte kombineres med fjer.
Det er populært blandt turister at samle hattepins fra lokale byer og udsmykke deres tyrolerhatte med dem. Tyrolerhatte benyttes også ofte som selskabshatte til for eksempel kostumeballer.
Tyrolerhatten siges at være inspirationen til homburgen.